# Kickboxing nos Jogos Asiáticos de Artes Marciais de 2009
As competições de kickboxing nos Jogos Asiáticos de Artes Marciais de 2009 ocorreram entre 3 e 7 de agosto. Dez eventos foram disputados.

## Calendário
| Agosto     | 1 | 2 | 3 | 4 | 5 | 6 | 7  | 8 | 9 | Finais |
| ---------- | - | - | - | - | - | - | -- | - | - | ------ |
| Kickboxing |   |   |   |   |   |   | 10 |   |   | 10     |

## Quadro de medalhas
| Ordem | País           | Medalha de ouro | Medalha de prata | Medalha de bronze |    |
| ----- | -------------- | --------------- | ---------------- | ----------------- | -- |
| 1     | Cazaquistão    | 3               | 2                | 3                 | 8  |
| 2     | Tailândia      | 2               | 4                | 1                 | 7  |
| 3     | Jordânia       | 2               |                  | 2                 | 4  |
| 4     | Síria          | 1               | 1                | 1                 | 3  |
| 5     | Índia          | 1               |                  | 4                 | 5  |
| 5     | Vietname       | 1               |                  | 4                 | 5  |
| 7     | Mongólia       |                 | 1                | 1                 | 2  |
| 7     | Turquemenistão |                 | 1                | 1                 | 2  |
| 9     | Uzbequistão    |                 | 1                |                   | 1  |
| 10    | Iraque         |                 |                  | 2                 | 2  |
| 11    | Afeganistão    |                 |                  | 1                 | 1  |
| TOTAL | TOTAL          | 10              | 10               | 20                | 40 |

## Medalhistas
| Evento                                      | Ouro                                   | Prata                               | Bronze                                                                |
| Full contact até 51 kg masculino (detalhes) | SYR Síria Mntsar Al-Mhid               | KAZ Cazaquistão Yerkebulan Omarov   | VIE Vietnã Nguyen Ke Nhon IRQ Iraque Fouad Mohammed                   |
| Full contact até 60 kg masculino (detalhes) | JOR Jordânia Ali Mohammed Khalaf       | KAZ Cazaquistão Nurgali Nauryzbayev | MGL Mongólia Ulziibatiin Turbayar TKM Turcomenistão Allaberdy Omarov  |
| Full contact até 71 kg masculino (detalhes) | KAZ Cazaquistão Sayan Zhakupov         | MGL Mongólia Boldbaatariin Naadam   | JOR Jordânia Mahmoud Al-Khatib SYR Síria Ahmad Al-Zaabi               |
| Full contact até 75 kg masculino (detalhes) | JOR Jordânia Jad Al-Wahash             | UZB Uzbequistão Alisher Abdullayev  | IND Índia Sanjay Madhusudan Katode THA Tailândia Prajaksin Kaenjanbai |
| Full contact até 56 kg feminino (detalhes)  | VIE Vietnã Nguyen Thi Tuyet Mai        | THA Tailândia Wanlaya Pungtha       | IND Índia Heena Nasreen Jahan KAZ Cazaquistão Imdira Omarova          |
| Low kick até 57 kg masculino (detalhes)     | KAZ Cazaquistão Baurzhan Kudaibergenov | THA Tailândia Pongphan Plensantia   | VIE Vietnã Do Van Thong JOR Jordânia Moawiah Abuhammad                |
| Low kick até 63,5 kg masculino (detalhes)   | THA Tailândia Direk Thongnoon          | TKM Turcomenistão Kemal Amanov      | IRQ Iraque Salah Zabih VIE Vietnã Nguyen Van Duc                      |
| Low kick até 71 kg masculino (detalhes)     | KAZ Cazaquistão Maxut Ibrayev          | THA Tailândia Wongsawat Jantarangsu | IND Índia Arun Singh Charak IRQ Iraque Amjed Rahim                    |
| Low kick até 81 kg masculino (detalhes)     | THA Tailândia Dam Srichan              | SYR Síria Mohammad Al-Hariri        | AFG Afeganistão Ghulam Dastagir Panjshiri VIE Vietnã Tran Thanh Tam   |
| Low kick até 52 kg feminino (detalhes)      | IND Índia Laxmi Tyagi                  | THA Tailândia Wilaiwan Namuangchan  | VIE Vietnã Nguyen Thi Tuyet Dung KAZ Cazaquistão Zhadyra Kuanysheva   |